# Marga Holness
Margarita "Marga" Holness (Reino Unido 17 de abril de 1934 - Londres, 2 de julho de 2016) foi uma jornalista, tradutora, escritora, diplomata, militante anticolonialista e anti-apartheid britânico-angolana.

## Biografia
Inicialmente Marga Holness trabalhava como jornalista para o periódico Universities and Left Review, mantido pelos alunos e egressos da Universidade de Oxford.
O trabalho de Marga Holness nos movimentos anticoloniais iniciou-se em maio de 1958 no Comité das Organizações Africanas (CAO), uma entidade criada por estudantes africanos residentes no Reino Unido. Sua filiação ao Comité se deu sob os auspícios do futuro presidente malauiano Hastings Banda. Dentre outras coisas o Comité foi o responsável pela criação do "Movimento Britânico Anti-Apartheid".
Por sua experiência na CAO e no Movimento Anti-Apartheid, Marga Holness, juntamente com seu marido John Holness (um arquiteto e revolucionário de origem jamaicana) foi designada, por influência do pensador marxista Abdulrahman Mohamed Babu, a trabalhar na sede do Comité de Libertação da Organização da Unidade Africana (OUA) instalado em 1963 em Dar es Salã, na Tanzânia. A filha do casal, Tana Holness, nasce em Dar es Salã, no período.
A relação de Marga Holness com Angola iniciou-se ainda em 1963, quando ficou, juntamente com seu marido, na responsabilidade de ser o elo de ligação entre o Comité de Libertação da OUA e o Movimento Popular de Libertação de Angola (MPLA). Em 1966, na montagem do escritório internacional do MPLA em Dar es Salã, se desdobra entre o trabalho como reporter da OUA e a estruturação do partido na cidade, em colaboração com Daniel Chipenda.
A partir de 1967 passa a ser a representante oficial do partido na Tanzânia até a chegada de Ruth Neto e Maria Eugénia Neto, nomeadas as novas responsáveis pelo escritório de Dar es Salã. A relação de trabalho com Eugénia e Ruth torna-se uma longa relação de amizade. Neste escritório partidário passa a ser tradutora de documentos, boletins, comunicados de guerra, relatórios e, também, de poemas de Agostinho Neto. Colabora também na estruturação da primeira subsede internacional da Organização da Mulher Angolana (OMA) em Dar es Salã enquanto trabalha como jornalista da Federação Democrática Internacional das Mulheres.
Fica responsável pela tradução para a língua inglesa do livro "Sagrada Esperança", publicado pela Tanzania Publishing House, e lançado numa cerimónia no Palácio Presidencial de Dar es Salã pelo Presidente Julius Nyerere, no dia 4 de fevereiro de 1974. A introdução que fez para a versão em inglês passou a ser traduzida e publicada em todas as edições do livro.
Após a Revolução dos Cravos de 1974, em Portugal, Agostinho Neto a nomeou sua intérprete linguística pessoal para as missões diplomáticas em língua inglesa, mantendo-a nesta atribuição mesmo após a independência de Angola.
Após a independência, Neto lhe atribuiu a responsabilidade de montar o Sector de Informação do Gabinete do Presidente, sendo nomeada Secretária do Gabinete Presidencial para a Informação. Em 1976 trabalha na produção de dossiês temáticos sobre a União Nacional para a Independência Total de Angola (UNITA), a Frente Nacional de Libertação de Angola (FNLA) e o Julgamento dos Mercenários em Luanda. Manteve-se na função de Secretária do Gabinete Presidencial para a Informação após o falecimento de Neto, trabalhando para José Eduardo dos Santos.
Em 1981 foi designada a organizar e trabalhar no órgão de mídia supranacional "Mozambique, Angola and Guine Information Centre" (MAGIC), que recebia financiamento tanto do MPLA quanto da Frente de Libertação de Moçambique (FRELIMO). No MAGIC seu trabalho incluía a escrita de artigos para a imprensa local, participação em conferências e palestras do Movimento Anti-apartheid. Estava também responsável pela melhoria das condições de trabalho da imprensa na cobertura da Guerra Civil Angolana. Nesta função, em setembro de 1981, em Cahama, na província de Cunene, estava cobrindo, com um grupo de jornalistas britânicos, uma incursão sul-africana em Angola, a Operação Protea, quando a imprensa foi bombardeada por aviões sul-africanos, com o jornalista Mike Wooldridge, da BBC, ficando ferido, gerando enorme repercussão negativa para os sul-africanos.
Ao final de 1981 organiza um importante dossiê que serve de suporte para a "Comissão Internacional de Inquérito aos Crimes do Apartheid na África Austral", além de trabalhar em questões de documentação do processo de descolonização da Namíbia.
Em 1982, a sessão moçambicana do MAGIC resolveu tornar-se autônoma, e o MPLA a designou a ir para Londres para montar a Agência Angola Information,  sendo nomeada diretora, coadjuvada por Richard Helmore. Holness fundou o boletim Angola Information, que também republicava matérias da Agência Angola Press (ANGOP).
Em 1983 o partido a designou a traduzir para inglês e publicar, em Londres, o "Livro Branco sobre as Agressões do Regime Racista da África do Sul contra a República Popular de Angola - 1975-1982", exemplar que foi distribuído na Organização das Nações Unidas (ONU). A partir deste período passa a escrever livros de sua própria autoria, sendo o primeiro nomeado "Apartheid's war against Angola", publicado pelo Comitê Especial das Nações Unidas contra o Apartheid e a Campanha Mundial Contra a Colaboração Militar e Nuclear com a África do Sul. Em 1984, com base nos documentos do 1º Congresso da OMA, produziu o livro "Angolan Women Building the Future", que foi publicado pela Zed Press, em Londres.
Em 1985, foi estabelecida em Londres uma representação da ANGOP, com o patrimônio da Angola Information sendo absorvido pela ANGOP. Holness, como funcionária da ANGOP, continuou a produzir o boletim Angola Information.
Em setembro de 1985, Holness foi designada para sua primeira função de Estado na diplomacia, trabalhando em Luanda na chefia do sector das traduções do Secretariado da Conferência Ministerial do Movimento dos Países Não Alinhados. Foi convidada a escrever o capítulo sobre Angola no livro "Destructive Engagement: Southern Africa at War", publicado em 1986, pela Zimbabwe Publishing House.
Em 1989 muda-se definitivamente para Londres com a filha Tana, passando a trabalhar novamente no escritório da ANGOP até 1991. Após este trabalho, o governo angolano a nomeia para funções diplomáticas na Embaixada de Angola em Londres. Além de tradutora e interprete, fica responsável pela produção do boletim Angola News e de comunicados de imprensa. Em 1990, é condecorada pessoalmente por Lúcio Lara em Londres com as medalhas "Guerrilheiro do MPLA" e "Combatente da Luta Clandestina".
Enquanto no serviço diplomático em Londres, publica, em 1995, o livro "Angola, a long road to peace", pelo Comitê Moçambique-Angola e, em 1999, o livro "South Africa: Wanted for Murder! Jonas Savimbi of Unita" publicado pelo Comitê Moçambique-Angola, pela Ação Pela África do Sul e pela Associação das Nações Unidas Para a Grã-Bretanha e Irlanda do Norte.
Aposentou-se do serviço diplomático como Chefe de Comunicação e Cultura na Embaixada de Angola em Londres. Em maio de 2012 entregou à Associação Tchiweka de Documentação (ATD) seu enorme acervo documental sobre o processo de independência angolano.

## Morte
Marga Holness morreu em 2 de julho de 2016, em Londres, por doença.